# 科琳·毛赫
科琳·毛赫（Corine Mauch，1960年5月28日—）是瑞士苏黎世现任市长，瑞士社會民主黨成员。她是该市有史以来第一位女市长，也是第一位同性恋市长。

## 生平
毛赫是瑞士阿爾高州瑞士社民党国民代表乌尔苏拉·毛赫的女儿，1960年生于美国，在美国和瑞士长大。她在苏黎世联邦理工学院取得农业经济学学位，在苏黎世大学学过四学期汉学，并曾就读于瑞士公共管理研究学院（IDHEAP），获得公共管理硕士学位。
毛赫于1990年加入社民党，1999年进入苏黎世市议会，2008年10月起领导社民党党团，同年12月2日被社民党提名为市长竞选人。在2009年2月8日投票中，毛赫落后瑞士自由民主黨女竞选人一千三百余票，但因二人均未获得绝对多数，遂于3月28日进行第二轮投票，最终毛赫以58%支持率当选为苏黎世第一位女市长。
毛赫会说英、德、法、意大利以及简单的西班牙语和汉语。她曾是苏黎世著名女子摇滚乐团fallacy和The Hoover的贝斯手。现与其同性伴侣音乐家尤利亚娜·米勒居住在苏黎世市区 。